# Syrphophagus quercicola
Syrphophagus quercicola är en stekelart som först beskrevs av Hoffer 1970.  Syrphophagus quercicola ingår i släktet Syrphophagus och familjen sköldlussteklar. Inga underarter finns listade i Catalogue of Life.